# Joseph Wolff (Sänger)

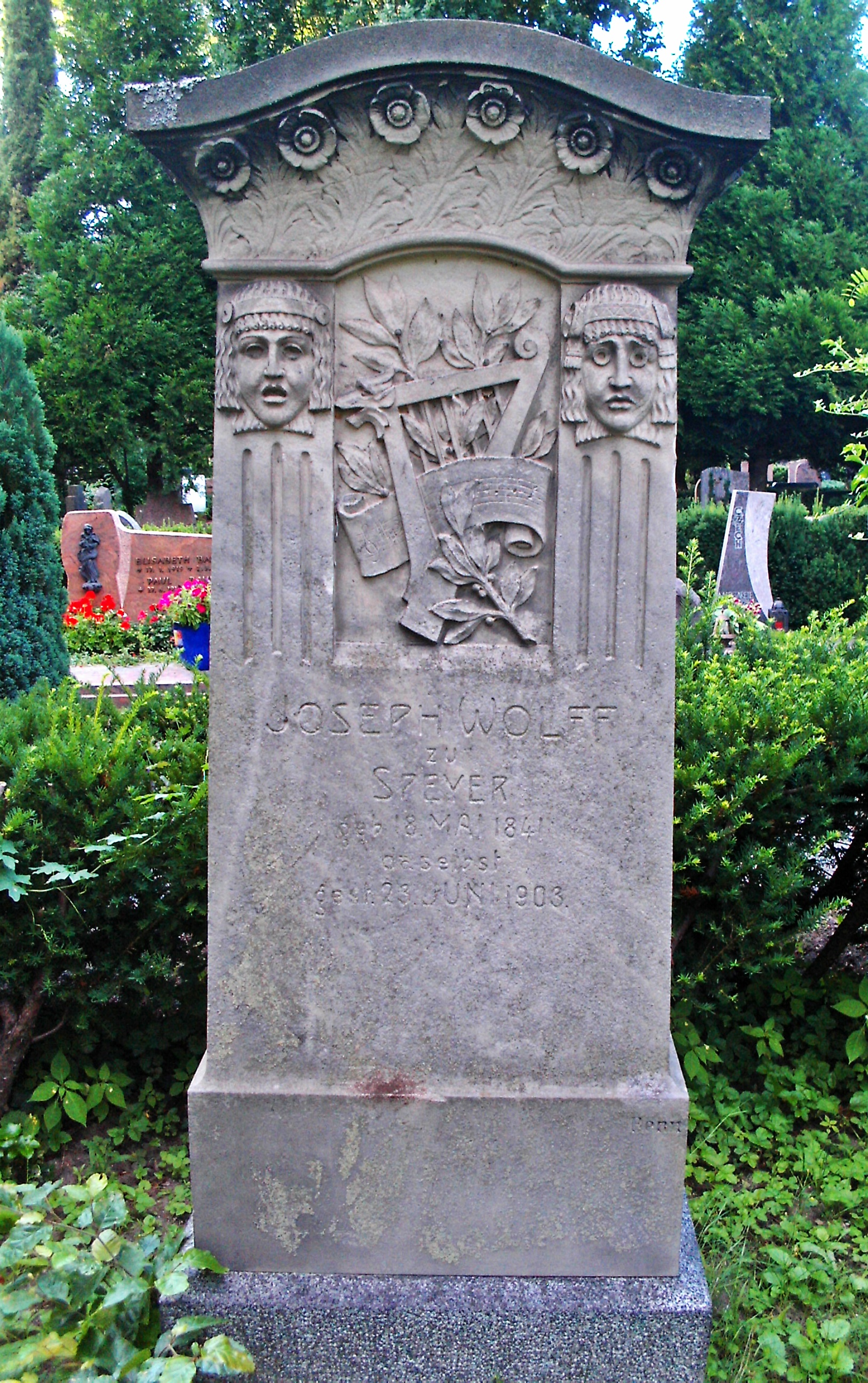
Grabstein auf dem Friedhof Speyer

Joseph Wolff (* 18. Mai 1841 in Speyer; † 23. Juni 1903 ebenda) war ein deutscher Konzert- und Opernsänger der Stimmlage Tenor.

## Leben und Wirken
Joseph Wolff war ein bekannter Konzert- und Opernsänger des Typus Lyrischer Tenor. Er wirkte u. a. in Berlin, Köln, Darmstadt, Leipzig, Breslau und Hamburg. In letzterer Stadt arbeitete er, von Breslau kommend, seit 1879 für ein Jahrzehnt am Hamburger Stadttheater, wo er in Spielopern stets die Tenorpartien zu besetzen hatte. Der Direktor Bernhard Pollini (1838–1896) hatte sich persönlich um seinen Wechsel dorthin bemüht.
Anfang der 1890er Jahre kehrte Wolff dauerhaft in seine Heimatstadt Speyer zurück. Hier starb er 1903 und wurde auf dem Hauptfriedhof beigesetzt. Sein Grab ist dort erhalten (2012) und besitzt einen außergewöhnlichen Jugendstilgrabstein mit Lyra, Noten und Theatermasken.
Joseph Wolff unterhielt eine persönliche Freundschaft mit dem Komponisten Richard Wagner.